# ليومير
ليومير (بالإنجليزية: Lioumere)‏ شیطانة مرعبة في جزر کارولين. يصبح لها أسنان من حديد، وقوة سحرية، إذا حاول رجل أن يطالها.